# 2013年6月中國大陸

## 6月27日
- 媒体曝南京饿死的两女童的最后一百天：曾靠食粪糊口，出逃被民警送回吸毒的母亲，孤儿院“不合政策”。南方周末

## 6月26日
- 26日8时07分，神舟十号载人飞船返回舱在内蒙古中部预定区域安全着陆。北京日报
- 一则有关“提供手淫服务非卖淫”的新闻报道在网络上引发热议。中国新闻网（页面存档备份，存于）
- 全国人大常委会正在修订法律，拟将公益诉讼权仅授予1家环保组织。法制网（页面存档备份，存于）

## 6月25日
- 聂树斌（已执行死刑）“冤案真凶”今日二审，法庭上疑犯王书金自称杀人，检方替其“辩护”。北京晨报（页面存档备份，存于）

## 6月23日
- 媒体称国内疫苗技术数十年未更新，众多孩子患后遗症。南方都市报

## 6月21日
- 南京市江宁区2名女童疑似在家中饿死。搜狐网（页面存档备份，存于）

## 6月20日
- 网民热议黑龙江哈尔滨明年实行单双号车辆限行，称半年不许车上路“是否只需缴半年车辆公路税”。中国经济网

## 6月19日
- 媒体曝四川省多地政府成立中国梦办公室，简称“梦办”。在佛教协会领导下，各寺庙住持也纷纷学习中国梦。华商网（页面存档备份，存于）
- 湖北省监利县一男子在闹市接电话，被正在附近殴打小贩的城管执法队员认定其想拍照，将其和其妻“错打”至头破血流，至今仍在住院。荆楚网(25日)（页面存档备份，存于）
- 西藏率先实现电话和互联网全面实名制。新华网（页面存档备份，存于）

## 6月16日
- 湖北省武汉市城管局回应网曝一城管员白天当城管晚上摆地摊：实为“卧底”。楚天都市报（页面存档备份，存于）

## 6月15日
- 山东省沂源县住建局质监站回应“胶带粘别墅”，称验收时合格。齐鲁网（页面存档备份，存于）
- 中国国家男子足球队在合肥举行的“中国之队”友谊赛中1比5惨败以青年球员为主的泰国国家足球队，引发球迷不满。中国青年报（页面存档备份，存于）

## 6月14日
- 外交部发言人回应“美国入侵中国网络”：外交部近日设立了网络事务办公室。中国网（页面存档备份，存于）
- 中国媒体翻出美国《移民与难民研究》去年报道称来自的中国移民体内重金属远高于所有对照族群。中国广播网

## 6月13日
- 媒体曝中国正绘制土壤重金属污染图，“部分城市”放射性异常。京华时报（页面存档备份，存于）

## 6月11日
- 四川省成都市当局组织1000名“网络文明传播志愿者”，整治网上说脏话。成都日报（页面存档备份，存于）（参见：五毛党。）
- 神舟十号于酒泉卫星发射中心升空。

## 6月9日
- 河南省人民政治协商会议原常务委员赵克罗因议论平坟、强拆和环境保护，被列为重点维稳人员。南方都市报

## 6月8日
- 华商报报道：“车主遇问路变拉客不服告赢交警 交警疑钓鱼执法”。人民网
- 华商报报道：“女子考上公务员12年未被接收 官方称其没报到”，“ 2001年，25岁的咸阳姑娘宁阿娜考上公务员，被咸阳市人事局录用分配到彬县公安系统工作。如今12年过去了，这个当时的幸运儿已经37岁，成为人母，仍然是靠干临时工过活”。新华网
- 京华时报报道：“神木集资大王刘旭明被查 县人大主任之子投6000万”。“今年1月23日，神木县公安局国内安全保卫大队政治教导员张英死亡，尸体被发现的地点在神木县神木镇火神庙沟村一沟内。当时有媒体报道称，‘在近期席卷神木的信贷危机中，张英至少放款1000万元’。警方目前仍未给出张英的死因。”新华网
- 媒体记录基层干部副乡长的一天：截访、造假、捡垃圾，曾奇怪造得这么假领导为何也相信，感觉宪政很遥远。南方人物周刊（页面存档备份，存于）
- 湖北省钟祥市第三中学艺体高考考点2名监考老师因抓作弊被殴打和围堵。新京报

## 6月7日
- 福建省厦门BRT快速车道蔡塘站通往金山站之间公交车起火，已知至少48人死亡，33人受伤。伤者多为高考生和361度员工。东南网新华网（页面存档备份，存于）厦门网（页面存档备份，存于）
- 河北省定州市一高考女生雨中赶考，在路口跌入下水道身亡。中广网（页面存档备份，存于）

## 6月6日
- 江苏省南京市当局欲拆迁百年老街南捕厅，每天8小时用高音喇叭对住户“宣传政策”。被曝光后表示高考后继续宣传。中国之声
- 因围殴跳踩商户引发关注的延安城管局回应局长座车“超部长级”：借的。新京报
- 中国青年报报道：“天津回应私募基金案:‘涉案金额200亿’有夸大成分”。新华网（页面存档备份，存于）

## 6月5日
- 河南省商丘市53岁的女民警王某与女儿在省会郑州被当成卖淫女抓获，遭殴打被笑称“死了公安局负责”。向多家媒体诉苦后终获道歉。大河网（页面存档备份，存于）
- 网曝中国非法淘金者遭加纳政府严打和村民抢劫，藏身处遭AK47扫射，传多人遇害尸体被焚烧。第一财经日报

## 6月4日
- 中新网6月4日电 据央视新闻官方微博消息，记者从国家安监总局获悉，经初步核实，吉林省德惠市吉林宝源丰禽业有限公司“6·3”特别重大燃烧事故，截至6月3日20时，已造成120人遇难，70人受伤。人民網（页面存档备份，存于）
  - 当局成立一百多个工作小组，对吉林德惠禽业公司火灾死者家属进行一对一“安抚”。若有5名以上死者家属聚集，警方将立即其驱散。潇湘晨报（页面存档备份，存于）
- 新华社长春6月4日电（记者宗巍、周立权、段续）4日，吉林德惠宝源丰禽业公司火灾发生已经超过24小时，现场搜救工作仍在继续。截至目前，该起事故已造成119人死亡，70多人受伤。中國中央政府網（页面存档备份，存于）
- 新华报业网报道：“协议未定房子遭拆 江苏海安被强拆户告赢县政府”。新华网 Archive.today的存檔，存档日期2013-06-30
- 监察部官网发布消息，称安徽前副省长倪发科涉嫌严重违纪，正接受组织调查。新华网（页面存档备份，存于）

## 6月3日
- 央视新闻【吉林德惠事故已致113人遇难】记者从德惠市米沙子镇宝源丰禽业有限公司火灾现场救援指挥部获悉，截止到15时20分，共造成113人遇难。伤员救治和现场搜救工作还在进行中。（央视记者万灵）鳳凰網（页面存档备份，存于）
- 中新网6月3日电 据央视报道，吉林省德惠市米沙子镇宝源丰禽业公司事故已经造成119人遇难，现场搜救和伤员救治工作仍在继续。鳳凰網（页面存档备份，存于）

## 6月2日
- 国际在线消息：2013年6月1日消息，陕西省安康市镇坪县农民周正龙出狱一年来，多次上山寻找华南虎，为了捕捉到老虎的影像，还在山上安装了多台动感照相机。鳳凰網（页面存档备份，存于）
- 京华时报讯（记者怀若谷）昨天，叶海燕代理律师王宇向广西玉林市博白县公安局提交了申请暂缓执行行政拘留的申请。鳳凰網（页面存档备份，存于）
- 人民網報道："辽宁鞍山警察协会发放特权通行证 责任人引咎辞职"。人民網（页面存档备份，存于）新華網
- 光明網報道：“南京政法委官员　酒后骚扰一对母女”。光明網（页面存档备份，存于）

## 6月1日
- 人民网引用新京报讯：“‘房媳’老公落马 为山西一公安局长”，“今年1月，网曝山西省运城市纪委干部张彦有两个分别落在北京和山西的户口，其身为前运城市财政局局长的公公孙太平在北京、三亚等地拥有十余处房产。张彦被网民称为‘房媳’，其丈夫是夏县公安局原局长孙宏军”。人民网（页面存档备份，存于）